# روزنامۀ حزب خران (کتاب)
روزنامهٔ حزب خران (ناشر افکار حزب خران) کتابی است نوشتهٔ فرید قاسمی، که در سال ۱۳۸۸ با ۷۲ صفحه، توسط نشر امرود به چاپ رسید. این کتاب در سال ۱۳۹۷، با ویرایش جدید و افزوده‌های نو با تعداد صفحاتی بالغ بر ۲۰۸ صفحه تحت عنوان روزنامهٔ حزب خران، توسط همین نشریه و برای پنجمین بار چاپ شد.

## معرفی
باشگاه خران سال ۱۳۲۱ به وسیله گروهی خوش ذوق در کرمانشاه تأسیس شد. در سال ۱۳۲۶، نشریه توفیق این سوژه را دستمایه کار خود قرار داد و به یکباره این تشکل محلی به یک حزب ملی بدل شد که با افت و خیز در نیمه دوم دههٔ بیست و اوائل دههٔ سی، اعضاء آن به فعالیت می‌پرداختند. به دلیل توقیف توفیق و مسائل سیاسی کشور، دفتر دوره اول حیات این حزب در اوائل دههٔ سی بسته شد تا این که در سال ۱۳۴۶ به همت گردانندگان مجله توفیق، حزب خران تجدید حیات یافت و روزنامه حزب خران از ۱۴ شهریور ۱۳۴۶ تا ۱ تیر ۱۳۵۰ منتشر شد.
دربارهٔ احزاب و گروه‌هایی که در تاریخ معاصر ایران تشکیل شده‌اند، ده‌ها کتاب و صدها مقاله و رساله نگاشته‌اند. نام حزب خران اما در هیچ‌یک از این پژوهش ها- جز یک مورد- دیده نمی‌شود. برای این که نام حزب خران از دفتر زمانه محو نشود ضرورت داشت، دفتری مستقل دربارهٔ این حزب و روزنامه اش انتشار یابد، انتشار این کتاب در پاسخ به این ضرورت است.
نویسنده در ویرایش جدید کتاب، که برای پنجمین بار در سال ۱۳۹۷ به چاپ رسید، با اشاره به این که این کتاب پس از انتشار چاپ نخست، به سرعت به چاپ چهارم رسید می‌نویسد «پیام‌های مشتاقان برای باز نشر اثر، این کمترین را بر آن داشت به بازنگری بپردازم و چاپ پنجم با افزوده‌های نو به ویرایش دوم بدل شود. هدفم از نشر کتاب حاضر انتفاع نیست. منطق پژوهش و گزینش این مجموعه، فقط و فقط تبسم آفرینی بر لب‌های هم میهن هاست. چرا که در روزگاری به سر می‌بریم که خنده از رخسار ما رخت بربسته است.»
نویسنده در بخش تاریخک به تاریخچه مختصری از حزب خران، شرایط عضویت و مرام نامه آنها پرداخته است در صفحه ۲۹ کتاب می‌خوانیم: «به تصویب کمیته خربگیری حزب نیرومند خران، مسابقه بی‌سابقه ای بدین شرح ترتیب داده شده است که هر خری سند خریتش شیرین تر و جالب تر از سایر خران باشد (چه نثر و چه نظم)، گذشته از اینکه عکس تمام خرکیش را در روزنامه چاپ خواهیم کرد تا به سایر خران معرفی شود، طی مراسم خاصی هم‌زمان تا برداشت محصول جو و یونجه، در سرطویله مرکزی حزب، هیکلش را در ترازو گذاشته و هم وزنش به او جو خواهیم داد»